# Sultan von Johor
Sultan von Johor ist ein erblicher Titel eines souveränen Herrschers des malaysischen Staates Johor. In der Vergangenheit war er ein absoluter Herrscher und hatte den Bendahara (malaiisch Menteri Besar) als Berater. In der Gegenwart ist der Bendahara der Ministerpräsident der konstitutionellen Monarchie nach der Verfassung von Johor. Der Sultan ist das Staatsoberhaupt von Johor und hat mit der Königlichen Johor-Armee (Malay: Askar Timbalan Setia Negeri Johor) eine eigene Streitkraft. Als Sultan ist er auch religiöser Führer der Moslems in Johor.

## Geschichte
Der erste Sultan war Alauddin Riayat Shah II. Er war Sohn des letzten Sultans von Malacca, Sultan Mahmud Shah. Die Nachkommen des Sultanats von Malakka waren bis zum Tod von Sultan Mahmud Shah II im Jahr 1699 an der Macht. Der Thron wurde von Sultan Abdul Jalil IV. übernommen. Er war der Bendahara vor dem Tod des Sultans.
Johor wurde von über zwanzig Sultanen regiert, bevor der erste Sultan der Temenggong-Dynastie, Sultan Abu Bakar, von 1862 bis 1895 regierte. Sein Vater Temenggung Ibrahim konnte soviel Macht konsolidieren, um Sultan Ali 1877 zu entmachten.

### Amtsinhaber
Aktueller Amtsinhaber ist Sultan Ibrahim Ismail Ibni Almarhum Sultan Iskandar Al-Haj, der am 23. Januar 2010 zum 25. Sultan von Johor ausgerufen wurde und am 23. März 2015 in Istana Besar, Johor Bahru, gekrönt wurde. Sein Vater, Sultan Iskandar Al-Haj ibni Almarhum Sultan Ismail Al-Khalidi, ein Urenkel von Sultan Abu Bakar, starb am 22. Januar 2010. Ibrahim Ismail, der damalige Kronprinz von Johor, wurde am selben Tag zum Nachfolger ernannt. Der Tod des Sultans wurde vom Bendahara von Johor, Datuk Seri Abdul Ghani Othman, landesweit verkündet. Die Beerdigung fand am 23. Januar statt.

### Liste der Titelinhaber
| Sultane von Johor                            | Regierungszeit         |
| Malacca-Johor Dynastie                       | Malacca-Johor Dynastie |
| -------------------------------------------- | ---------------------- |
| Alauddin Riayat Shah II.                     | 1528–1564              |
| Muzaffar Shah II.                            | 1564–1570              |
| Abdul Jalil Shah I.                          | 1570–1571              |
| Ali Jalla Abdul Jalil Shah II.               | 1571–1597              |
| Alauddin Riayat Shah III.                    | 1597–1615              |
| Abdullah Ma’ayat Shah                        | 1615–1623              |
| Abdul Jalil Shah III.                        | 1623–1677              |
| Ibrahim Shah                                 | 1677–1685              |
| Mahmud Shah II.                              | 1685–1699              |
| Bendahara Dynastie                           |                        |
| Abdul Jalil Shah IV. (Bendahara Abdul Jalil) | 1699–1720              |
| Malacca-Johor Dynastie (Niedergang)          |                        |
| Abdul Jalil Rahmat Shah I.                   | 1718–1722              |
| Bendahara Dynastie                           |                        |
| Sulaiman Badrul Alam Shah                    | 1722–1760              |
| Abdul Jalil Muazzam Shah                     | 1760–1761              |
| Ahmad Riayat Shah                            | 1761–                  |
| Mahmud Shah III.                             | 1761–1812              |
| Abdul Rahman Muazzam Shah I.                 | 1812–1819              |
| Ahmad Hussein Muazzam Shah (Tengku Long)     | 1819–1835              |
| Ali Iskandar Muazzam Shah                    | 1835–1855              |
| Sultane des modernen Johor                   |                        |
| Abu Bakar al-Khalil                          | 1886–1895              |
| Ibrahim Iskandaer al-Masyhur                 | 1895–1959              |
| Ismail al-Khalidi                            | 1959–1981              |
| Mahmud Iskandar Al-Haj                       | 1981–2010              |
| Ibrahim Ismail                               | seit 2010              |

## Abstammung
Seine Hoheit Sri Paduka Dato Temenggong Sri Maharaja Daeng Ibrahim ibni al-Marhum Dato Temenggong Sri Maharaja ‘Abdu’l Rahman, Maharaja of Johor
(* 8. Dezember 1810; regierte ab 10. März 1855; † 31. Januar 1862, Stammvater der Temenggong Dynastie)
- Seine königliche Hoheit Paduka Sri „Sultan“ Sir „Abu Bakar“ al-Khalil Ibrahim Shah ibni al-Marhum Dato’ Temenggong Sri Maharaja Tun Ibrahim (* 3. Februar 1833; regierte ab 31. Januar 1862; † 4. Juni 1895)
  - Seine königliche Hoheit Paduka Sri „Sultan“ Al-Haj Sir „Ibrahim“ al-Mashur ibni al-Marhum Sultan Sir Abu Bakar (17. September 1873; regierte ab 4. Juni 1895; † 8. Mai 1959)
    - Seine Hoheit Tunku Muhammad Khalid ibni Tunku Mahkota Ibrahim
    - Seine königliche Hoheit Paduka Sri „Sultan“ Sir „Ismail“ ibni al-Marhum Sultan Sir Ibrahim (28. Oktober 1894; regierte ab 8. Mai 1959; † 10. Mai 1981)
      - Seine Hoheit Tunku ’Abdu’l Jalil ibni al-Marhum Sultan Sir Ismail (11. Mai 1924 – 16. Mai 1925)
      - Seine Hoheit Tunku ’Abdu’l Rahman ibni al-Marhum Sultan Sir Ismail (29. Juli; † 16. September 1930)
      - Seine königliche Hoheit Paduka Sri „Sultan“ „Mahmud Iskandar Al-Haj“ ibni al-Marhum Sultan Sir Ismail (8. April 1932; regierte ab 10. Mai 1981; † 22. Januar 2010)
 ⚭ mit Ihrer königlichen Hoheit Enche’ Besar Hajjah Kalthom binti ‘Abdu’llah (* 2. Dezember 1935 in England als Josephine Ruby Trevorrow)
        - Seine Majestät „Sultan“ „Ibrahim Ismail“' ibni al-Marhum Sultan Mahmud Iskandar al-Haj (* 22. November 1958; regiert seit 23. Januar 2010)
⚭ Her Majesty Raja „Zarith Sofia“ binti al-Marhum Sultan Idris al-Mutawakil Allah Afifu’llah Shah, princess of Perak (* 14. August 1959)
          - Seine königliche Hoheit Tunku Dato’ „Ismail Idris“ ‘Abdu’l Majid Abu Bakar Iskandar ibni Sultan Ibrahim Ismail, Tunku Mahkota (Kronprinz; *30, Juni 1984)
          - Ihre Hoheit Paduka Putri Tunku Aminah Maimunah Iskandariah binti Sultan Ibrahim Ismail [Tunku Ina] (* 8. April 1986)
          - Seine Hoheit Tunku Idris Iskandar Ismail ‘Abdu’l Rahman ibni Sultan Ibrahim Ismail, Tunku Temenggong (* 25. Dezember 1987).
          - Seine Hoheit Tunku ‘Abdu’l Jalil Iskandar ibni Sultan Ibrahim Ismail (* 5. Juli 1990; †5. Dezember 2015)[4]
          - Seine Hoheit Tunku ‘Abdu’l Rahman Hassanal Jeffrii bni Sultan Ibrahim Ismail (* 5. Februar 1993)
          - Seine Hoheit Tunku ‘Abu Bakar Iman ibni Sultan Ibrahim Ismail’ (* 30. Mai 2001)[5]